# Кручер Олексій Станіславович
Олексій Станіславович Кручер (нар. 16 серпня 1978, Українська РСР) — український футболіст та тренер, виступав на позиції захисника.

## Кар'єра гравця
У 2010—2012 роках виступав у клубі «Кристал» (Херсон).

## Кар'єра в збірній
З серпня по жовтень 2011 року тимчасово працював головним тренером «Кристала» (Херсон). Потім продовжував працювати президентом херсонського клубу.

## Футбольний функціонер
У січні 2025-ого року Кручера було обрано президентом Херсонської обласної асоціації футболу.